# Bầu cử Quốc hội Lập hiến Việt Nam Cộng hòa 1966

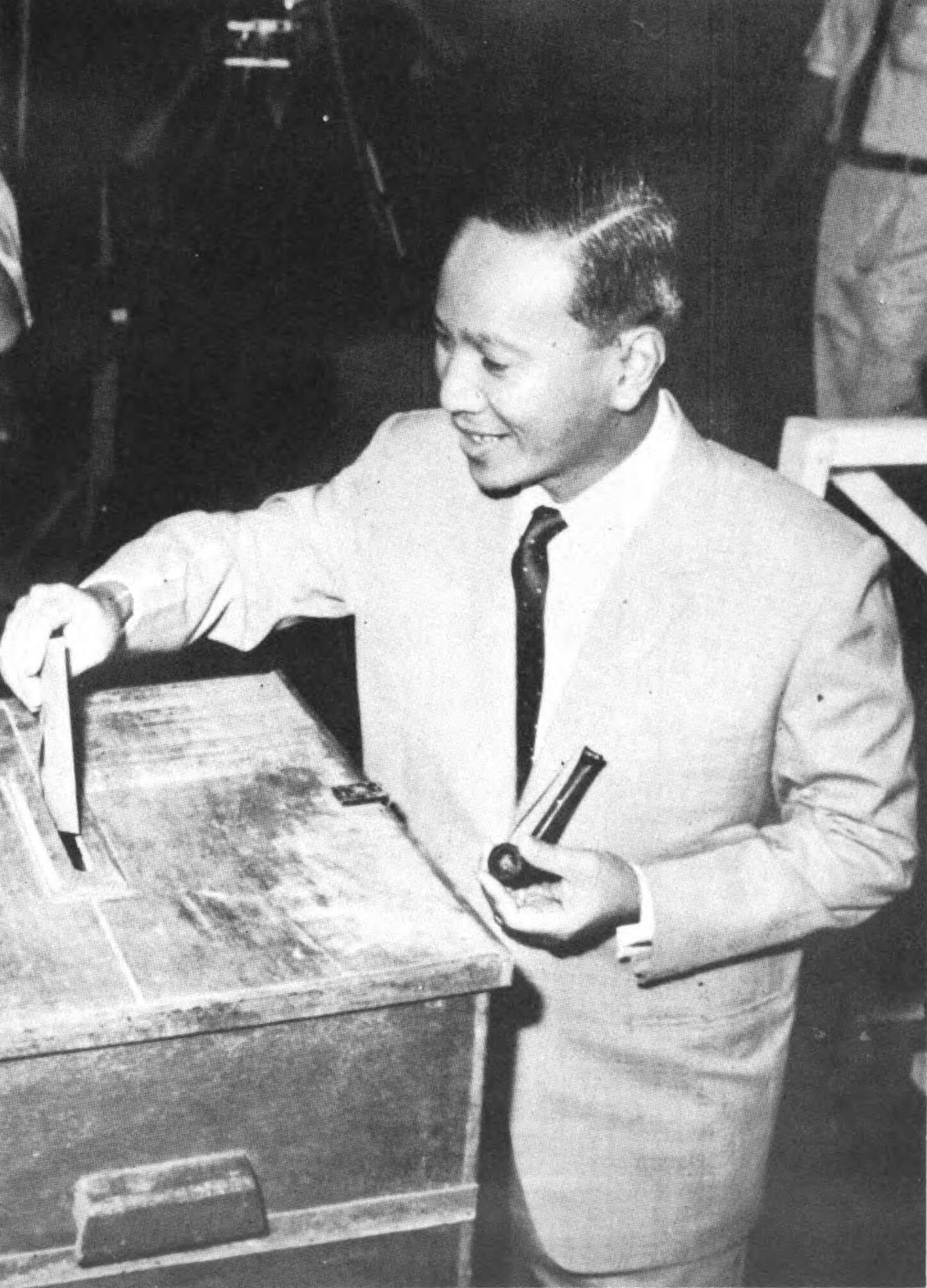
Thiếu tướng Nguyễn Văn Thiệu đang bỏ phiếu.

Bầu cử Quốc hội Lập hiến được tổ chức tại Việt Nam Cộng hòa vào ngày 11 tháng 9 năm 1966. Tổng cộng có 532 ứng cử viên tranh cử 117 ghế. Quốc hội đã soạn thảo và phê chuẩn bản hiến pháp mới sẽ được ban hành vào năm sau.

## Hệ thống bầu cử
Hệ thống bầu cử sử dụng 44 tỉnh miền Nam Việt Nam làm đơn vị bầu cử. Mỗi tỉnh là một đơn vị bầu cử, ngoại trừ thủ đô Sài Gòn được chia thành ba đơn vị bầu cử và tỉnh Gia Định được chia thành hai đơn vị bầu cử. Tỉnh nào bầu nhiều hơn một thành viên sử dụng cơ chế đại diện tỷ lệ với số ghế được phân bổ theo phương pháp d'Hondt, trong lúc những tỉnh chỉ bầu một thành viên thì áp dụng cơ chế bầu cử theo đa số.

## Kết quả
| Đảng                        | Đảng                        | Phiếu bầu | %     | Ghế |
| --------------------------- | --------------------------- | --------- | ----- | --- |
|                             | Việt Nam Quốc dân Đảng      |           |       | 12  |
|                             | Đại Việt Tiến bộ Đảng       |           |       | 9   |
|                             | Chính khách độc lập         |           |       | 96  |
| Tổng cộng                   | Tổng cộng                   |           |       | 117 |
|                             |                             |           |       |     |
| Tổng cộng phiếu bầu         | Tổng cộng phiếu bầu         | 4.274.872 | –     |     |
| Cử tri phiếu bầu đã đăng ký | Cử tri phiếu bầu đã đăng ký | 5.288.572 | 80.83 |     |
| Nguồn: Nohlen et al.        |                             |           |       |     |